# Cephalostachyum pergracile
Cephalostachyum pergracile är en gräsart som beskrevs av William Munro. Cephalostachyum pergracile ingår i släktet Cephalostachyum och familjen gräs. Inga underarter finns listade i Catalogue of Life.

## Bildgalleri

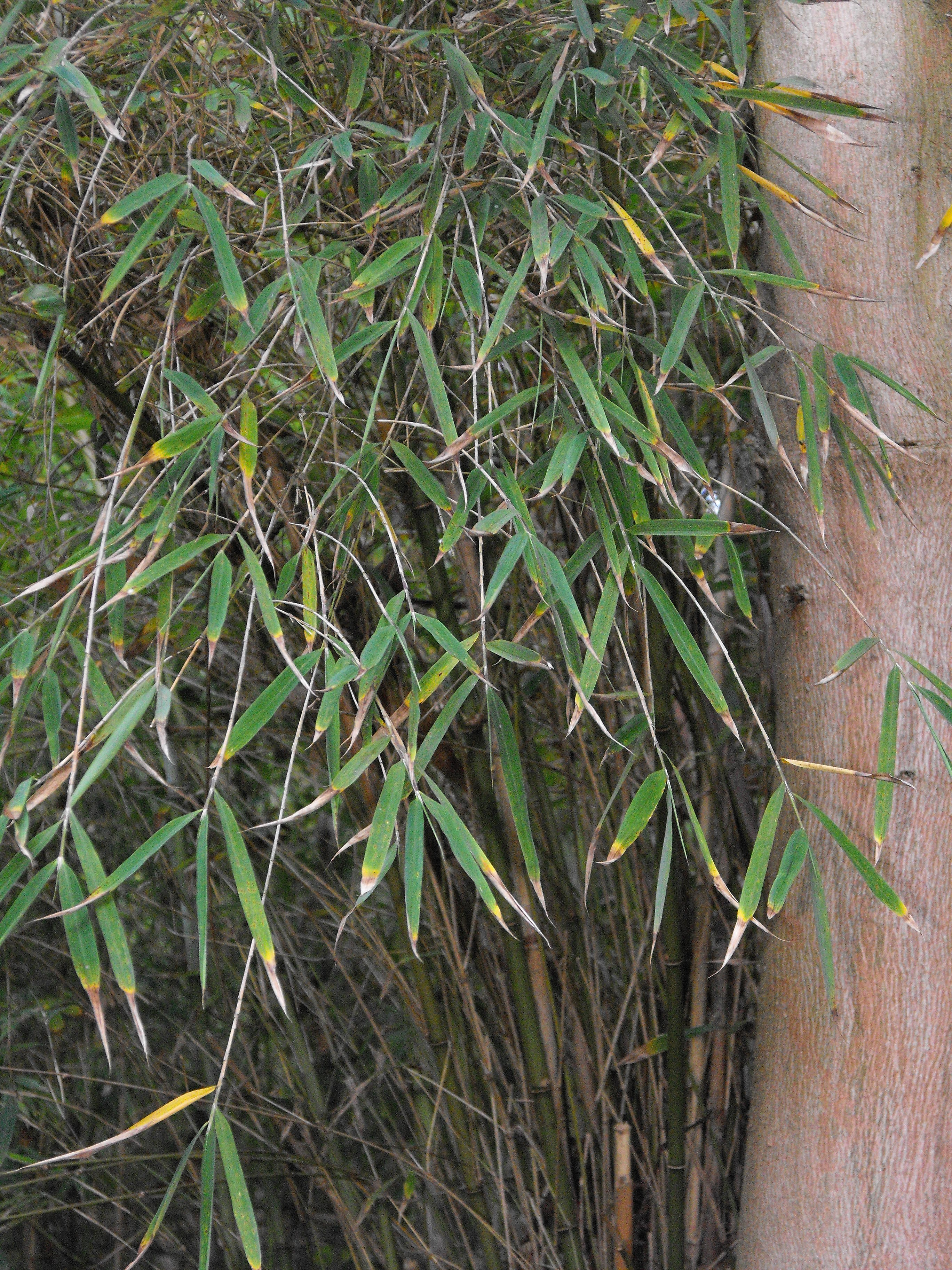